# 스톨라

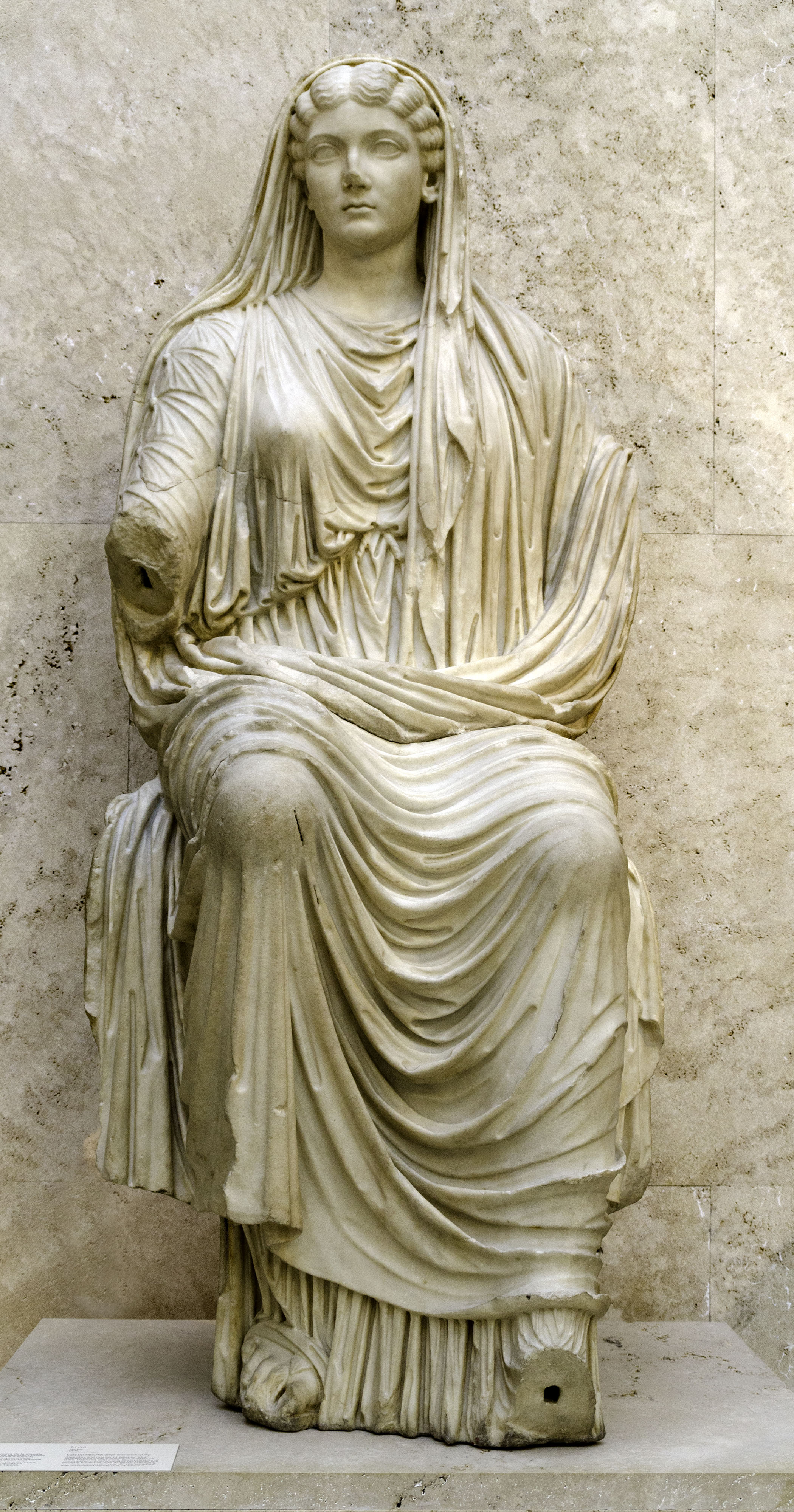

스톨라(stola)는 고대 로마의 여성의 옷이다
그리스의 키톤가 같은 의복으로 로마에서 여자들이 이오닉 키톤이나 도락 키톤을 그대로 입거나 위의 두가지를 합친것과 같은 형태의 것을 입는다.

## 같이 보기
- 영대
- 토가